# Municipio de Meadow (condado de Clay)
El municipio de Meadow (en inglés: Meadow Township) es un municipio ubicado en el condado de Clay en el estado estadounidense de Iowa. En el año 2010 tenía una población de 308 habitantes y una densidad poblacional de 3,41 personas por km².

## Geografía
El municipio de Meadow se encuentra ubicado en las coordenadas 43°12′33″N 95°4′56″O / 43.20917, -95.08222. Según la Oficina del Censo de los Estados Unidos, el municipio tiene una superficie total de 90.38 km², de la cual 90,26 km² corresponden a tierra firme y (0,13 %) 0,12 km² es agua.

## Demografía
Según el censo de 2010, había 308 personas residiendo en el municipio de Meadow. La densidad de población era de 3,41 hab./km². De los 308 habitantes, el municipio de Meadow estaba compuesto por el 97,4 % blancos, el 1,95 % eran de otras razas y el 0,65 % eran de una mezcla de razas. Del total de la población el 1,95 % eran hispanos o latinos de cualquier raza.